# Ptochophyle porphyrochlamys
Ptochophyle porphyrochlamys là một loài bướm đêm trong họ Geometridae.